# Twilight Theater
Twilight Theater — четвертий студійний альбоми фінського рок-гурту Poets of the Fall. У Фінляндії та на платформі iTunes альбом вийшов 17 березня 2010. 29 жовтня того жд року альбом вийшов у Німеччині, Австрії та Швейцарії. За перший тиждень альбом став золотим, посівши першу сходинку у фінському чарті альбомів.
Пісня «War» увійшла до саунтреку відеогри Alan Wake (2010) та була випущена як частина альбому Steam Collector's Edition, що вийшов 2 березня 2012. 16 лютого 2012 пісня вийшла окремим синглом.

## Список композицій
Автор музики і слів Poets of the Fall. 
| #     | Назва                 | Тривалість |
| ----- | --------------------- | ---------- |
| 1.    | «Dreaming Wide Awake» | 4:23       |
| 2.    | «War»                 | 5:06       |
| 3.    | «Change»              | 4:46       |
| 4.    | «15 Min Flame»        | 5:00       |
| 5.    | «Given and Denied»    | 4:17       |
| 6.    | «Rewind»              | 4:22       |
| 7.    | «Dying to Live»       | 3:46       |
| 8.    | «You're Still Here»   | 3:27       |
| 9.    | «Smoke and Mirrors»   | 5:17       |
| 10.   | «Heal My Wounds»      | 5:56       |
| 46:16 |                       |            |

## Історія релізу
| Країна        | Дата виходу     |
| ------------- | --------------- |
| Фінляндія     | 17 березня 2010 |
| Світ (iTunes) | 17 березня 2010 |
| Німеччина     | 29 жовтня 2010  |
| Австрія       | 29 жовтня 2010  |
| США           | 29 жовтня 2010  |

## Сингли
| Сингл               | Дата виходу                                       | Чарт            |
| ------------------- | ------------------------------------------------- | --------------- |
| Dreaming Wide Awake | 3 лютого 2010 (Фінляндія) 10 лютого 2010 (iTunes) | #18 (Фінляндія) |
| War                 | 16 лютого 2012 (iTunes)                           | —               |